# Cheilosia austrosibirica
Cheilosia austrosibirica är en tvåvingeart som beskrevs av Barkalov 2005. Cheilosia austrosibirica ingår i släktet örtblomflugor, och familjen blomflugor. Inga underarter finns listade i Catalogue of Life.